# Crossidium desertorum
Crossidium desertorum är en bladmossart som beskrevs av Holzinger och Edwin Bunting Bartram 1923. Crossidium desertorum ingår i släktet Crossidium och familjen Pottiaceae. Inga underarter finns listade i Catalogue of Life.